# Page Three girl
Das Page Three girl (englisch für Das Mädchen von „Seite Drei“) ist ein weibliches Fotomodell, das in der Regel entweder nackt oder mit nacktem Oberkörper auf der dritten Seite britischer Boulevardzeitungen erscheint. Die Zeitung The Sun führte das Page Three girl ein und ließ sich die Bezeichnung schützen. Daily Star (Starbird) und Daily Mirror folgten mit der Abbildung nackter Frauen auf der dritten Seite, der Mirror ließ sie nach einigen Jahren wieder Badeanzüge tragen.
Die Frauen nehmen dabei mehr als die Hälfte der „Seite Drei“ ein. Die um sie herum platzierten Texte befassen sich meist mit Boulevardthemen. So finden Sex- oder Kriminalgeschichten und insbesondere Geschichten, die Sex und Gewalt verbinden, sowohl in der Sun wie im Daily Star am häufigsten auf „Seite Drei“ ihren Platz.
Die Boulevardzeitung The Sun beendete im Jahr 2015 die Tradition, auf Seite 3 ihrer Zeitung eine nackte Frau zu zeigen. Auch die Bild-Zeitung in Deutschland änderte ab 2018 ihren Stil bei der Darstellung von Frauen. Zuvor gab es die Stop-Bild-Sexism-Kampagne.

## Geschichte in der Sun

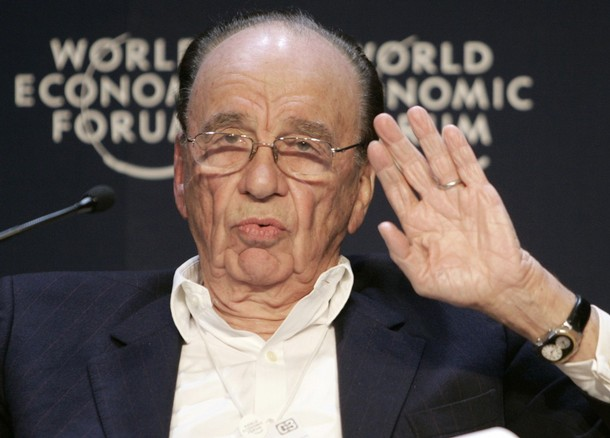
Rupert Murdoch verordnete der Sun einen Kurswechsel, der Sexualität, Klatsch und Gewalt wesentlich stärker betonte. Wichtiges Element und Markenzeichen dafür wurde das Page three girl.

Erstmals erschien ein Bild eines, damals noch leicht bekleideten, Page Three girl im Jahre 1969 nach der Übernahme der Zeitung durch den australischen Verleger Rupert Murdoch durch dessen Chefredakteur Larry Lamb. Die ersten Oben-ohne-Bilder, noch nicht auf Seite drei, brachte das Blatt gleich in der zweiten Murdoch-Ausgabe mit zwei Fotos im Mittelteil vom Modell Uschi Obermaier. Das erste Oben-ohne-Foto einer Unbekannten auf Seite 3 wurde am 17. November 1970 gedruckt. Für die Aufnahme posierte die damals zwanzigjährige Münchnerin Stephanie Rahn. Die Sun selbst bezeichnete sie als Birthday-Suit-Girl.
Lamb erinnerte sich Ende der 1980er-Jahre, dass die sofort aufkommende Kritik zur Popularität der Seite beitrug. Bis Mitte der 1970er hatte sich das Page Three girl als tägliche Kolumne etabliert und war ein festes Markenzeichen der Sun geworden. Die Zeitung selbst warb zu dieser Zeit oft mit dem Slogan best for nudes, ebenso wie sie Merchandise-Möglichkeiten durch Kalender oder Kartenspiele mit den Frauen entdeckte.
Die Aufnahme war dabei Teil eines generellen Kurswechsels der Sun, die vor Murdochs Erwerb chronisch defizitär war. Sexualität und Klatsch nahmen einen deutlich breiteren Platz in der Berichterstattung ein, ebenso wie politische und andere Meldungen oft unter einem sexuellen Gesichtspunkt ausgerichtet waren. Die politische Richtung der Sun, die vorher die Labour-Party unterstützt hatte, bewegte sich nach Rechts, bei der Wahl 1974 unterstützte die Zeitung erstmals die Konservativen. Nach einigen Jahren des Lamb/Murdoch-Kurses überholte die Sun 1978 erstmals den Daily Mirror in Auflagenhöhe.

## Nachahmer

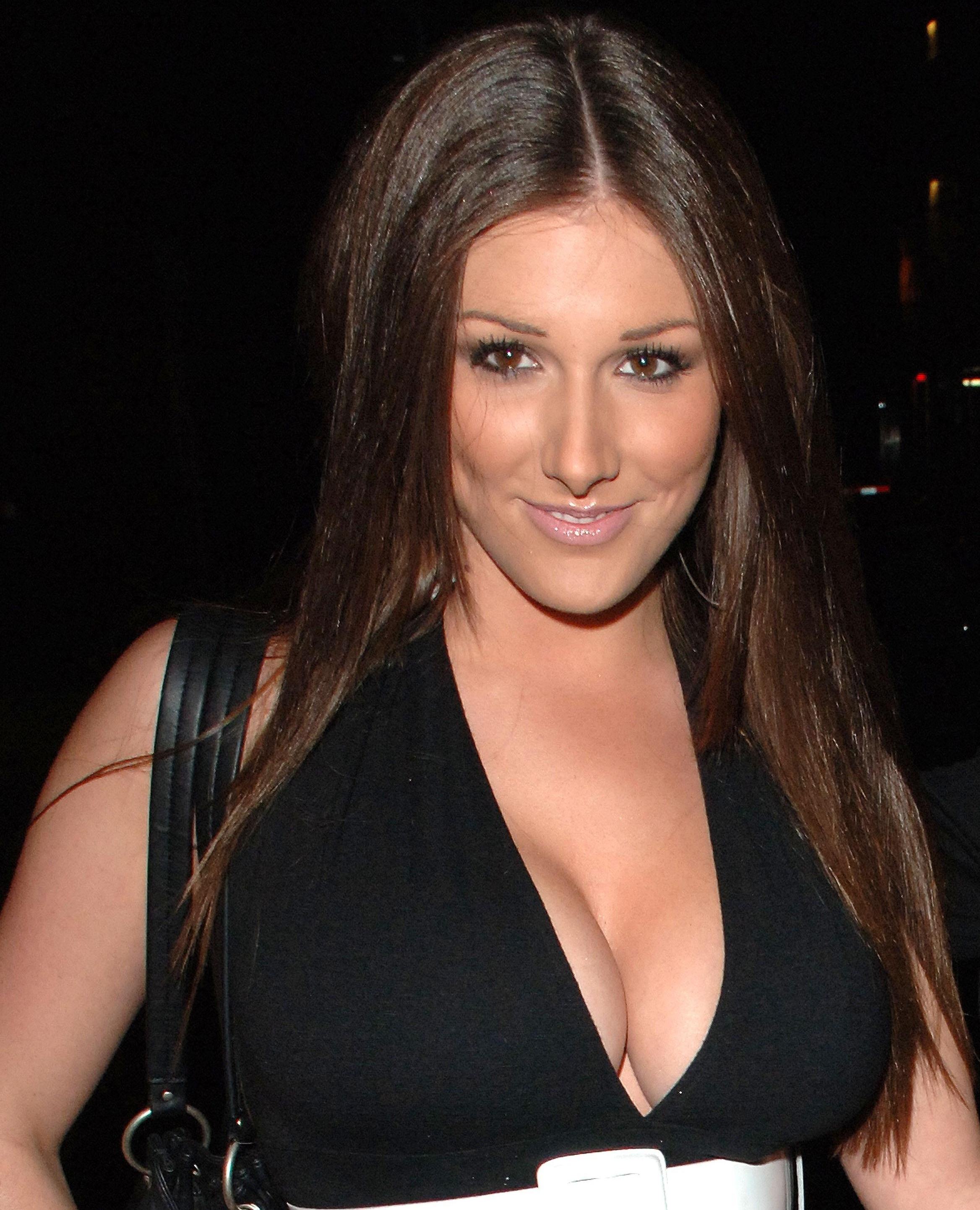
Lucy Pinder begann ihre Karriere als Starbabe

Andere Boulevardzeitungen versuchten auf den Erfolg der Sun zu reagieren. Der Daily Mirror begann ebenso freizügige Fotos zu veröffentlichen und in seinen Berichten stärker die sexuelle Seite einer Geschichte zu betonen. Innerhalb der Zeitung war der Kurs jedoch umstritten, wichtige Redakteure wie Marje Proops setzen sich gegen diesen Kurswechsel zur Wehr. Das Page Three girl tauchte zwar auch regelmäßig auf, jedoch musste der Begleittext einen angeblichen Nachrichtenwert begründen. Nachdem Mike Molloy 1975 Chefredakteur des Daily Mirror geworden war, druckte die Zeitung täglich ein Seite-Drei-Mädchen, oft in anzüglichen Posen mit nassen T-Shirts etc., vermied es jedoch, Brustwarzen zu zeigen.
Der Erfolg des Page Three girl rief neben Daily Star und Daily Mirror auch andere Nachahmer auf den Plan. Der Pornographie-Verleger David Sullivan gründete 1986 die Zeitung Sunday Sport, die erklärte, auf jeder ungeraden Seite sei Seite 3. Seiten 1, 3, 5, 7 etc. zeigen halb- oder gänzlich nackte junge Frauen. Die geraden Seiten beschäftigten sich anfangs mit politischen Themen, innerhalb kurzer Zeit jedoch verlegte sich Sport vor allem auf Berichte über Klatsch, Außerirdische, Esoterik und Ähnliches.
Auch im deutschsprachigen Raum findet sich in fast jeder Boulevard-Zeitung täglich das Bild einer mehr oder weniger nackten Frau, mit anregender Wirkungsabsicht. Ein Untertitel geht meistens mit dieser Darstellung einher und soll diesen Effekt verstärken. In der DDR fand man eine ähnliche Art der Darstellung etwa im Eulenspiegel in der Rubrik „Funzel“. Diese Abbildungen sind nicht notwendigerweise auf der dritten Seite platziert.
In Nigeria veröffentlichte die Tageszeitung The Punch in den 1970er bis 1990er Jahren ebenfalls auf Seite 3 täglich jeweils ein „Page Three girl“. Meistens handelte es sich dabei um Fotos von jungen Frauen aus Europa.

## Page Three Bill

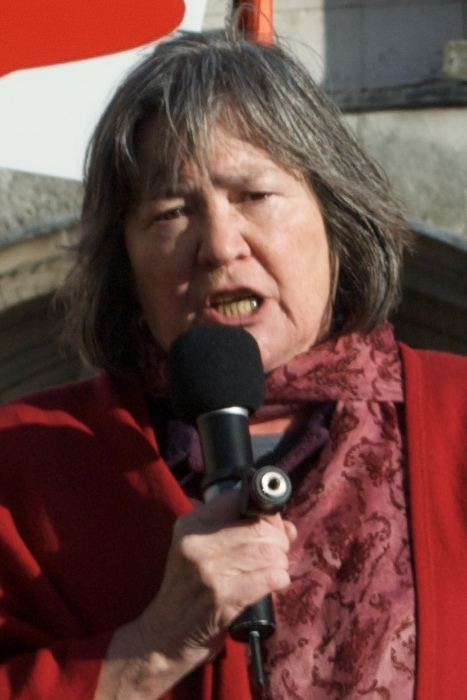
Clare Short. Initiatorin der Page Three Bill

Die spätere Labour-Ministerin Clare Short versuchte die Praxis durch die sogenannte Page Three Bill zu unterbinden. Dabei versuchte sie weniger, die Abbildung nackter Frauen zu verbieten, sondern definierte eine Zeitung vor dem Gesetz als Erzeugnis, das keine nackten oder halbnackten Männer oder Frauen abbildet. Das Gesetz hätte damit die britischen Boulevardmedien von ihrem gesetzlich bedeutsamen Status als Zeitung getrennt. Sie bekam 3000 Briefe, die ihr Vorhaben unterstützen, während Sun und andere Boulevardzeitungen das Vorhaben bekämpften. Letztlich scheiterte sie an mangelnder politischer Unterstützung in den eigenen Reihen.

## Bewerberinnen
Die Zahl der Bewerberinnen, die auf Seite 3 erscheinen möchten, übersteigt im Vereinigten Königreich die Zahl der möglichen Plätze bei weitem. Die prospektiven Models kommen dabei meistens aus den Arbeiter- oder Arbeitslosenschichten. Die Ausgaben für Kleidung, Make-Up etc., die mit der Aufgabe einhergehen, belasten das Budget erheblich, so dass oft die ganze Familie die jungen Frauen unterstützt. Dabei motiviert die Frauen nach Aussagen von Beteiligten vor allem die Hoffnung auf eine Karriere als Starlet.
Bekannte Page Three girls waren beispielsweise Joanne Guest, Leilani Dowding, Samantha Fox, Keeley Hazell, Katie Price und Linsey Dawn McKenzie.